# László Paskai
László Paskai  O.F.M. (Szeged, 8 mei 1927 – Esztergom 17 augustus 2015) was een Hongaars geestelijke en een kardinaal van de Rooms-Katholieke Kerk.
Paskai trad in bij de Franciscanen en studeerde theologie in Gyöngyös en in Boedapest. Op 3 maart 1951 werd hij tot priester gewijd. Vervolgens verrichtte hij parochiaal werk in het bisdom Nagyvárad. In 1952 promoveerde hij tot doctor in de theologie aan de universiteit van Boedapest en werd hij bisschoppelijk ceremoniair in Szeged. Van 1955 tot 1962 doceerde hij theologie en filosofie aan het seminarie van Szeged en werkte hij als bibliothecaris. Van 1962 tot 1965 was hij geestelijk directeur in het seminarie van Szeged en van 1965 tot 1973 in Boedapest, waar hij van 1973 tot 1978 de instelling als rector leidde.
Op 2 maart 1978 werd Paskai benoemd tot apostolisch administrator van het bisdom Veszprém en tot titulair bisschop van Bavagaliana; zijn bisschopswijding vond plaats op 5 april 1978. Op 31 maart 1979 werd hij benoemd tot bisschop van Veszprém. Op 5 april 1982 volgde zijn benoeming tot aartsbisschop-coadjutor van Kalocsa. Op 3 maart 1987 werd hij benoemd tot aartsbisschop van Esztergom; de naam van het bisdom werd in 1993 gewijzigd in Esztergom-Boedapest.
Paskai werd tijdens het consistorie van 28 juni 1988 kardinaal gecreëerd. Hij kreeg de rang van kardinaal-priester. Zijn titelkerk werd de Santa Teresa al Corso d’Italia. Paskai nam deel aan het conclaaf van 2005.
Paskai ging op 7 december 2002 met emeritaat
- International Standard Name Identifier: 0000 0000 7906 4103
- Library of Congress Control Number: n98105598
- Système universitaire de documentation: 075084481
- Virtual International Authority File: 36238348
- WorldCat: E39PBJcwwQXBr7q79WtGJJrQbd